# Vieux canal de Bahama
Le vieux canal de Bahama est un détroit situé entre Cuba et l'archipel Sabana-Camagüey au sud et le Grand Banc de Bahama au nord. Il mesure environ 100 miles (161 km) de long et 14 miles (23 km) de large. Il ne doit pas être confondu avec le détroit de Floride, ou nouveau canal de Bahama, appelé aussi détroit de Bimini, qui sépare les Bahamas de la Floride.
Bras de mer par lequel l'océan Atlantique communique avec le golfe du Mexique, le vieux canal de Bahama est situé entre 21° et 23,40° de latitude Nord et entre 78° et 83° de longitude Ouest. Il est parallèle à la côte Nord-est de Cuba qu'il sépare du grand banc de Bahama et de celui de Los Roques. Il est bordé de chaque côté de rochers et de petites îles.